# Tom Noonan
Tom Noonan (n. 12 aprilie 1951, Greenwich, Connecticut, SUA) este un actor, regizor și scenarist american. Este cunoscut pentru următoarele roluri: Francis Dolarhyde⁠(d) în Manhunter (1986), monstrul lui Frankenstein în The Monster Squad (1987), Cain în RoboCop 2 (1990), The Ripper în Ultima aventură (1993), Sammy Barnathan în Synecdoche, New York⁠(d) (2008), Preotul Nathaniel în Hell on Wheels (2011–2014), The Pallid Man în 12 Monkeys⁠(d) (2015–2018) și vocea a numeroase personaje în Anomalisa⁠(d) (2015).
De asemenea, Noonan este scriitor și regizor de teatru și film. Lungmetrajul său de debut - What Happened Was⁠(d) (1994) - a câștigat Dramatic Grand Jury Prize and Screenwriting Award⁠(d) la Festivalul de Film de la Sundance.

## Biografie
Noonan s-a născut în Greenwich, Connecticut, fiul lui Rita (McGannon), profesoară de matematică, și al lui John Noonan Sr., un muzician de jazz și stomatolog⁠(d). Acesta a avut un frate mai mare, John Ford Noonan⁠(d), dramaturg, și două surori, Barbara și Nancy. Noonan a fost un jucător de baschet foarte talentat și a declarat că acest sport a influențat jocul său actoricesc.

## Cariera
Noonan a început să lucreze în teatru (apărând în producția originală Off-Broadway a piesei Buried Child⁠(d) a lui Sam Shepard), dar în anii 1980 a început să apară în filme. Acesta avea o prezență impunătoare datorită înălțimii sale de 1,96 m și a obținut roluri de răufăcători în filme precum RoboCop 2, Last Action Hero, Manhunter și The Pledge.
În 1986, Noonan l-a jucat pe Francis Dolarhyde, un criminal în serie⁠(d) responsabil de uciderea unei familii, în Manhunter, primul film în care apare personajul Hannibal Lecter. Un alt rol secundar și o altă colaborare cu regizorul Michael Mann a fost în Obsesia (1995), unde l-a interpretat pe Kelso. De asemenea, a fost monstrul lui Frankenstein în The Monster Squad. În anii 1990, a scris diverse piese de teatru, inclusiv două pe care le-a adaptat ulterior - What Happened Was... (1994) și The Wife⁠(d) (1995). În anii 2000, Noonan a apărut în diverse lungmetraje, interpretând un rol foarte apreciat de critici în Synecdoche, New York, debutul regizoral al lui Charlie Kaufman⁠(d).
Noonan a apărut și în numeroase seriale de televiziune, printre care Dosarele X (în episodul „Paper Hearts⁠(d)” din 1996, scris special pentru el), Lege și ordine: Intenții criminale⁠(d), Lege și ordine: Brigada specială⁠(d), Tales from the Darkside, CSI - Crime și Investigații și Damages⁠(d). A apărut recent în Blacklist și l-a interpretat pe preotul Nathaniel Cole în serialul original AMC Hell on Wheels.
În 2015, Noonan a realizat vocea tuturor personajelor secundare din filmul de comedie-dramă stop-motion Anomalisa al lui Duke Johnson⁠(d) și Charlie Kaufman, rol pentru care a câștigat Premiul San Diego Film Critics Society pentru cel mai bun actor în rol secundar⁠(d).

## Filmografie

### Filme
| An   | Titlu                           | Rol                    | Note                                     |
| ---- | ------------------------------- | ---------------------- | ---------------------------------------- |
| 1980 | Willie & Phil                   | Man In Park            |                                          |
| 1980 | Gloria                          | 2nd Man - Gangster     |                                          |
| 1980 | Heaven's Gate                   | Jake                   |                                          |
| 1981 | Wolfen                          | Ferguson               |                                          |
| 1983 | Eddie Macon's Run               | Daryl Potts            |                                          |
| 1983 | Easy Money                      | Paddy                  |                                          |
| 1984 | Best Defense                    | Frank Holtzman         |                                          |
| 1985 | The Man with One Red Shoe       | Reese                  |                                          |
| 1985 | Tom Goes to the Bar             | Unknown                | Scurtmetraj                              |
| 1986 | F/X                             | Varrick                |                                          |
| 1986 | Manhunter                       | Francis Dollarhyde     |                                          |
| 1987 | The Monster Squad               | Frankenstein's Monster |                                          |
| 1989 | Collision Course                | Scully                 |                                          |
| 1989 | Mystery Train                   | Man in Arcade Diner    | Segmentul: „A Ghost”                     |
| 1990 | RoboCop 2                       | Cain                   |                                          |
| 1993 | Last Action Hero                | Ripper / Tommy Noonan  |                                          |
| 1994 | What Happened Was...            | Michael                | Scenarist, regizor, editor și compozitor |
| 1995 | Heat                            | Kelso                  |                                          |
| 1995 | The Wife                        | Jack                   | Scenarist, regizor, editor și compozitor |
| 1998 | Phoenix                         | Chicago                |                                          |
| 1999 | The Astronaut's Wife            | Jackson McLaren        |                                          |
| 1999 | Wang Dang                       | Mickey Hounsell        | Nu a fost lansat; regizor și scenarist   |
| 2000 | The Opportunists                | Mort Stein             |                                          |
| 2000 | The Photographer                | Butler                 |                                          |
| 2001 | The Pledge                      | Gary Jackson           |                                          |
| 2001 | Knockaround Guys                | Sheriff Decker         |                                          |
| 2001 | Bullet in the Brain             | Anders                 | Scurtmetraj                              |
| 2002 | Eight Legged Freaks             | Joshua Taft            | Necreditat                               |
| 2003 | The Egoists                     | Bryon Bradley          |                                          |
| 2003 | Madness and Genius              | Frank Donovan          |                                          |
| 2004 | Hair High                       | Principal              | Voce                                     |
| 2005 | The Roost                       | Horror Host            |                                          |
| 2005 | They're Made Out of Meat        | Duncan                 | Scurtmetraj                              |
| 2006 | Seraphim Falls                  | Minister Abraham       |                                          |
| 2007 | Snow Angels                     | Mr. Chervenick         |                                          |
| 2008 | The Alphabet Killer             | Ray Gullikson          |                                          |
| 2008 | Synecdoche, New York            | Sammy Barnathan        |                                          |
| 2009 | The House of the Devil          | Mr. Ulman              |                                          |
| 2010 | Follow the Prophet              | Brother John           |                                          |
| 2010 | The Rendezvous                  |                        | Scenarist                                |
| 2012 | The Pilgrim & The Private Eye   | Leche                  | Scurtmetraj                              |
| 2012 | Skinhead Requiem                | Priest                 | Scurtmetraj                              |
| 2014 | Late Phases                     | Father Roger Smith     |                                          |
| 2014 | The Shape of Something Squashed | Douglas Whymper        | Scenarist și regizor                     |
| 2015 | Anomalisa                       | Everyone else          | Voce                                     |
| 2017 | Wonderstruck                    | Older Walter           |                                          |

### Televiziune
| An        | Titlu                                      | Rol                      | Note                                                                    |
| --------- | ------------------------------------------ | ------------------------ | ----------------------------------------------------------------------- |
| 1980      | Rage!                                      | Bo                       | Film de televiziune                                                     |
| 1984      | Tales from the Darkside                    | Bill Lacey               | Episodul: "The Odds"                                                    |
| 1989      | The Equalizer                              | Brandon Thorton          | Episodul: "Making of a Martyr"                                          |
| 1991      | Red Wind                                   |                          | Film de televiziune; scenarist și regizor                               |
| 1991      | The Ten Million Dollar Getaway             | Mr. Y                    | Film de televiziune                                                     |
| 1991      | Monsters                                   | Howard Mitla             | Episodul: "The Moving Finger" Scenarist și regizor pentru două episoade |
| 1994      | Heaven and Hell: North and South, Book III | Will Fenway              | 3 episoade                                                              |
| 1996      | Early Edition                              | Frank Price              | Episodul: "Pilot"                                                       |
| 1996      | The X-Files                                | John Lee Roche           | Episodul: "Paper Hearts"                                                |
| 2000      | The Beat                                   | Howard Schmidt           | 13 episoade                                                             |
| 2002      | CSI: Crime Scene Investigation             | Zephyr                   | Episodul: "Abra Cadaver"                                                |
| 2003      | Law & Order: Criminal Intent               | Malcolm Bryce            | Episodul: "Graansha"                                                    |
| 2004      | The Jury                                   | Marty McMahon            | Episodul: "The Honeymoon Suite"                                         |
| 2005      | Jonny Zero                                 | Chucky                   | Episodul: "No Good Deed"                                                |
| 2007      | Kidnapped                                  | Gibson                   | Episodul: "Do Unto Others"                                              |
| 2008      | Law & Order: Special Victims Unit          | Jake Berlin              | Episodul: "Confession"                                                  |
| 2009–2011 | Damages                                    | Detective Victor Huntley | 17 episoade                                                             |
| 2010      | Louie                                      | Dr. Haveford             | Episodul: "God"                                                         |
| 2011      | The Cape                                   | Preston Holloway         | 2 episoade                                                              |
| 2011      | Bar Karma                                  | Caleb                    | Episodul: "Man Walks Out of a Bar"                                      |
| 2011–2014 | Hell on Wheels                             | Reverend Nathaniel Cole  | 17 episoade                                                             |
| 2013–2014 | The Blacklist                              | The Stewmaker            | 2 episoade "The Stewmaker", "The Decembrist"                            |
| 2014      | How and Why                                | Man in Black Parka       | Episod pilot                                                            |
| 2014      | The Leftovers                              | Casper                   | Episodul: "Guest"                                                       |
| 2015–2018 | 12 Monkeys                                 | Pallid Man               | 18 episoade                                                             |
| 2016      | Horace and Pete                            | Tom                      | 3 episoade                                                              |
| 2016      | Quarry                                     | Oldcastle                | 3 episoade                                                              |
| 2017      | Dimension 404                              | Bob                      | Voce Episodul: "Bob"                                                    |
| 2018      | Animals.                                   | Phil's Dad               | Voce Episodul: "The Democratic People's Republic of Kitty City"         |